# Distretto di Djimla
Il distretto di Djimla è un distretto della provincia di Jijel, in Algeria.

## Comuni
Il distretto di Djimla comprende 2 comuni:
- Djimla
- Boudriaa Ben Yadjis